# Max Otto Lorenz
Max Otto Lorenz (Burlington (Iowa), 19 september 1876 - Sunnyvale (Californië), 1 juli 1959) was een Amerikaans econoom en statisticus. 
Lorenz kwam als een kind van Duitse emigranten ter wereld. Zijn vader was een succesvol zakenman. In 1905 ontwikkelde hij de Lorenz-curve, die de verdeling van inkomen beschrijft. Hij publiceerde zijn paper, The Economic Theory of Railroad Rates, in 1906, terwijl hij doctoraalstudent was aan de Universiteit van Wisconsin. In 1911 trouwde hij met Nellie Florence Lawrence Sheets, de dochter van een advocaat uit Columbus (Ohio). Hij had drie kinderen met haar.
- Bibsys: 1523345894373
- Gemeinsame Normdatei: 1055159983
- Library of Congress Control Number: no2017157150
- Mathematics Genealogy Project: 211581
- Nationale Bibliotheek van Israël: 987007361300905171
- SNAC: w6xh2t1h
- Virtual International Authority File: 309670490